# Basseliniinae
Sous-tribu
Genres de rang inférieur
- Basselinia
- Burretiokentia
- Cyphophoenix
- Cyphosperma
- Lepidorrhachis
- Physokentia

Les Basseliniinae sont une sous-tribu de plantes de la famille des Arecaceae,. Cette sous-tribu de palmiers comprend des taxons naturellement répartis principalement en Nouvelle-Calédonie, mais aussi dans les îles de l’archipel Bismarck, au Vanuatu, au Fiji et dans l’Île Norfolk.

## Classification
- Famille des Arecaceae
  - Sous-famille des Arecoideae
    - Tribu des Areceae
      - Sous-tribu des Basseliniinae

Liste des genres :
- Basselinia
- Burretiokentia
- Cyphophoenix
- Cyphosperma
- Lepidorrhachis
- Physokentia

## Galerie

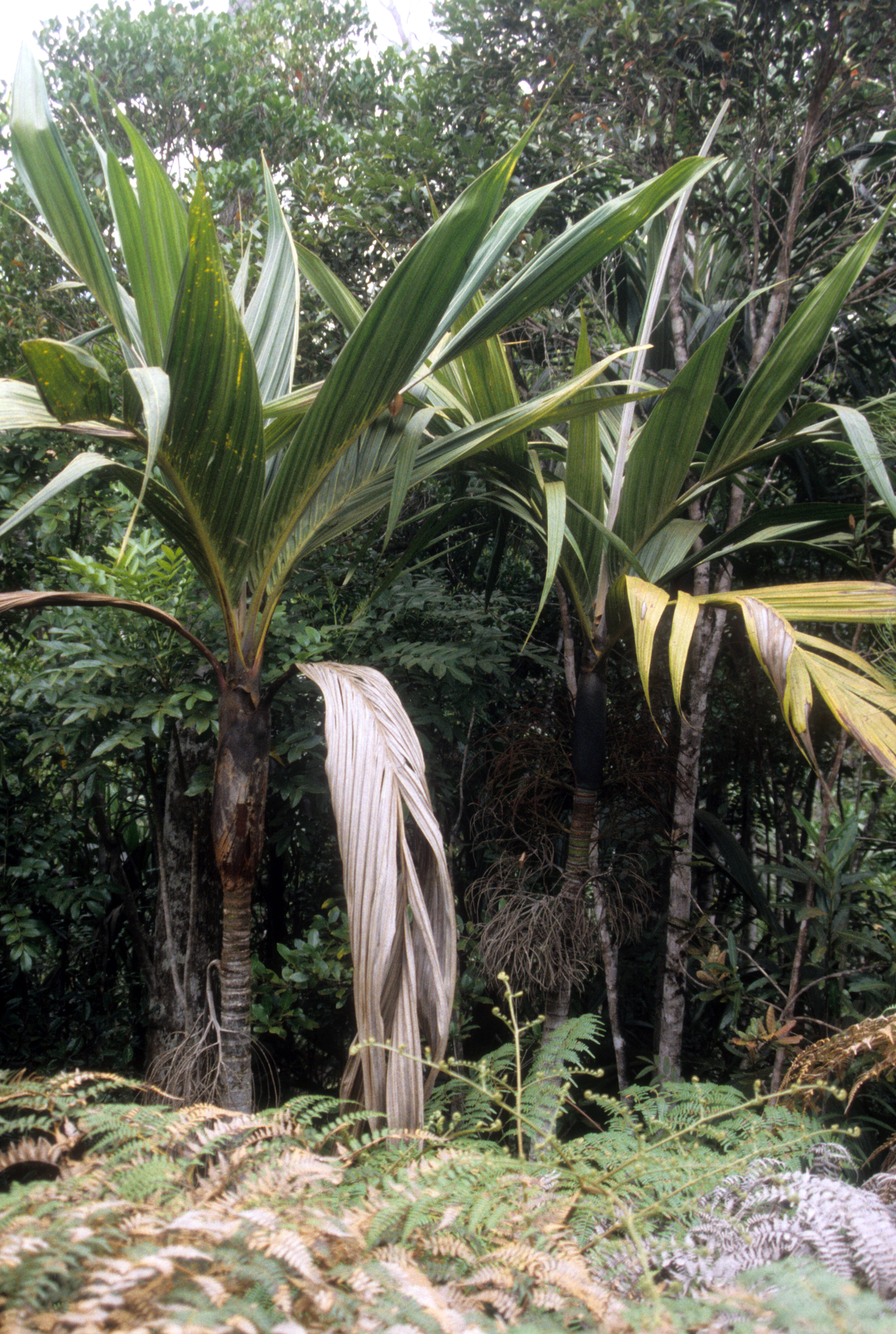
Basselinia pancheri.
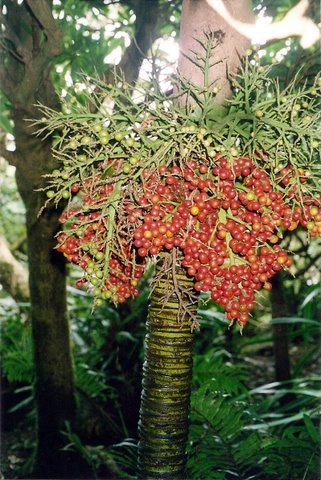
Lepidorrhachis mooreana.
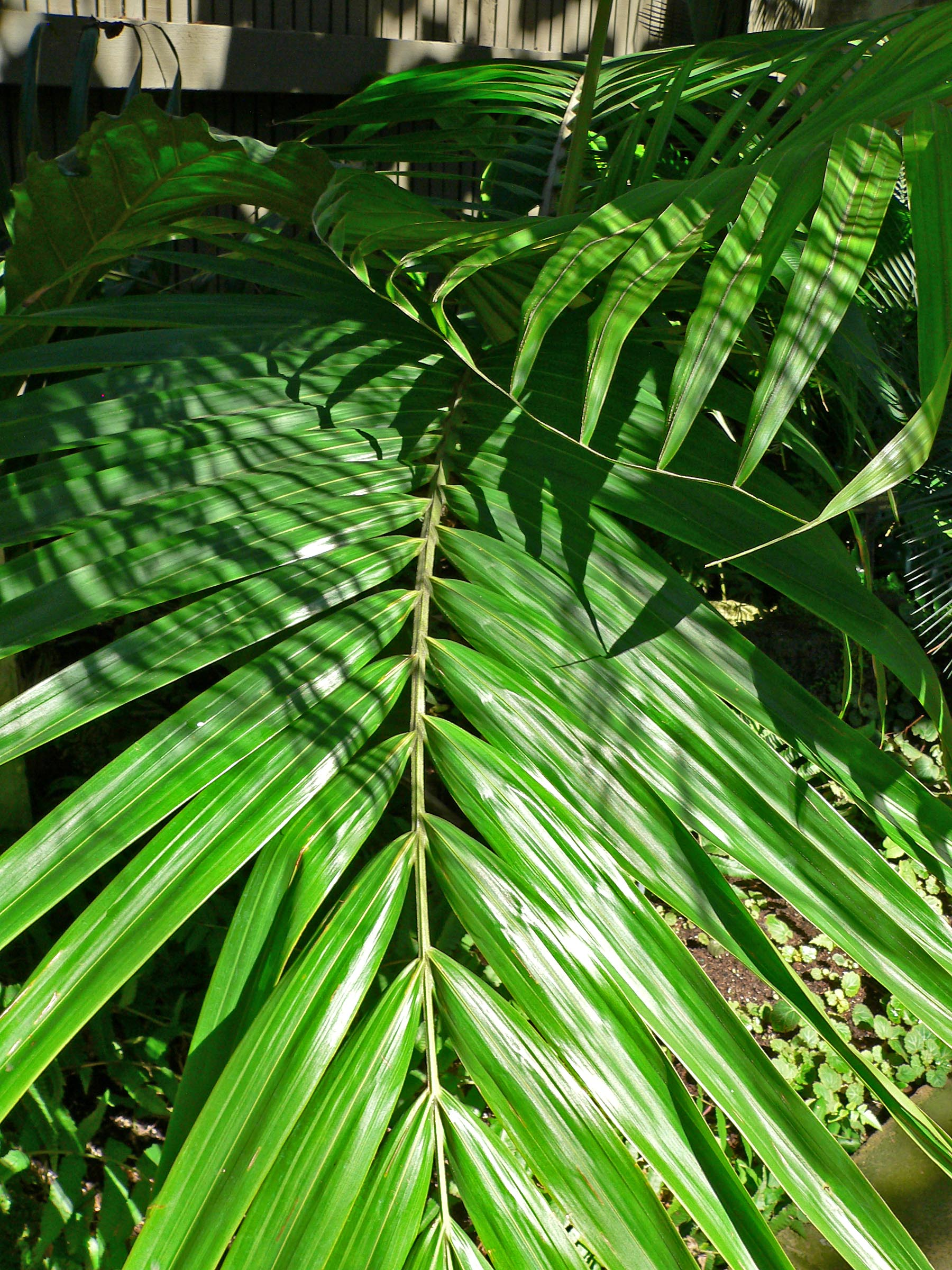
Burretiokentia vieillardii.